# Epidendrum garcia-esquivelii
Epidendrum garcia-esquivelii är en orkidéart som beskrevs av Eric Hágsater och Luis M. Sánchez. Epidendrum garcia-esquivelii ingår i släktet Epidendrum och familjen orkidéer. Inga underarter finns listade i Catalogue of Life.